# Kaddour Terhzaz
Kaddour Terhzaz est un officier général de l'armée de l'air du Maroc, né le 11 avril 1937 à Tahala, qui, accusé d'avoir divulgué des secrets militaires et porté atteinte à la sûreté externe de l'État, a été condamné en 2008 par un tribunal militaire à 12 ans d'emprisonnement. Il affirme que cette affaire est le résultat d'un règlement de comptes dans l'armée marocaine et bénéficie du soutien de nombreuses personnalités ou associations. Il est gracié et libéré par le roi Mohamed VI en mars 2011.

## Biographie
Kaddour Terhzaz est originaire d'une petite ville berbère du Moyen Atlas, Tahala, entre Fès et Taza. Par son mariage avec une Française, qui lui a donné quatre enfants, il jouit de la double nationalité franco-marocaine.
Il effectue sa carrière au sein de l'armée de l'air marocaine, dont il devient inspecteur en second en 1977, après avoir été de 1973 à 1976 attaché militaire à Washington. Il prend sa retraite en 1995, avec le grade de colonel-major (intermédiaire entre un colonel et un général).
Il est officier de l’ordre marocain du Trône (1968), ainsi que de la Croix de guerre et de la Médaille militaire, chevalier de la Légion d’honneur (1980) et titulaire d'autres décorations étrangères.

## L'affaire Terhzaz
Révolté par les reproches adressés à des pilotes marocains qui ont été faits prisonniers par le Front Polisario, qui ont été libérés après de nombreuses années de détention et qui sont considérés à leur retour au Maroc comme fautifs – en particulier le capitaine Ali Najab, originaire de la même ville que lui, qui a été retenu prisonnier vingt-cinq ans à Tindouf –, il rédige un document (en fait un brouillon de lettre au roi) pour leur défense, dans lequel il indique que les appareils marocains (Northrop F-5) engagés dans le conflit contre le Polisario vers 1978 ne disposaient pas de systèmes anti-missiles. Cette lettre, écrite en 2005, n'est pas publiée, mais une copie est remise au capitaine Najab ; elle finit par tomber en 2008 entre les mains de l'armée.
Le colonel Terhzaz est arrêté le 9 novembre 2008 et accusé d'avoir révélé des secrets militaires. Après une instruction et une audience expéditives, il est condamné le 28 novembre 2008 par le tribunal permanent des Forces armées royales à 12 ans d'emprisonnement, qu'il purge à la prison de Salé.
Il estime qu'il est la victime d'un règlement de comptes de la part d'anciens généraux, probablement en raison de son franc-parler ou par jalousie. Un comité de soutien s'est constitué pour demander sa libération. Le 21 octobre 2010, le Quai d'Orsay s'est dit « préoccupé » par sa situation, sujet qui est régulièrement abordé avec les autorités marocaines.
Kaddour Terhzaz a été gracié et libéré par le roi Mohammed VI, le 2 mars 2011, après 843 jours de détention